# Nalo Gedang
Nalo Gedang is een bestuurslaag in het regentschap Merangin van de provincie Jambi, Indonesië. Nalo Gedang telt 1168 inwoners (volkstelling 2010).